# Yvon Duhamel
Yvon Duhamel (Montreal; 17 de octubre de 1939-Montreal, 17 de agosto de 2021) fue un piloto de motociclismo canadiense y padre del piloto de AMA Superbike Miguel Duhamel.

## Biografía
Ganó el World Championship Snowmobile Derby en 1970. También era un jugador de hockey hielo muy activo, usando espinilleras de hockey para permitirle inclinarse más lejos, rascando la rodilla en el hielo en lugar de simplemente deslizar su pie como lo hizo la pista de carreras corredores
Duhamel será recordado como miembro del equipo de carreras de fábrica Kawasaki durante la década de 1970 junto con sus compañeros de equipo Gary Nixon y Art Baumann. Hizo famoso el número 17 en la fábrica de neón verde Kawasaki, un número ahora honrado por su hijo Miguel.
Siguiendo los pasos de las leyendas de motocicletas Joe Weatherly y Paul Goldsmith, Duhamel corrió una carrera de la Copa Winston de NASCAR en el North Wilkesboro Speedway en 1973, terminando décimo para Junie Donlavey con el No. 90 Truxmore Ford después de comenzar 15.º, completando 381 vueltas del Gwyn Staley 400 de 400 vueltas.
Nunca se retiró oficialmente, Duhamel corrió el Campeonato Mundial de 24 horas en 1988 con sus hijos Miguel y Mario y continuó compitiendo en la serie Vintage. Duhamel fue incluido en el Canadian Motorsport Hall of Fame y en la AMA Motorcycle Hall of Fame en 1999.

## Resultados en el Campeonato del Mundo
Sistema de puntuación desde 1950 hasta 1968:
| Posición | 1.º | 2.º | 3.º | 4.º | 5.º | 6.º |
| Puntos   | 8   | 6   | 4   | 3   | 2   | 1   |

Sistema de puntuación desde 1969 hasta 1987:
| Posición | 1.º | 2.º | 3.º | 4.º | 5.º | 6.º | 7.º | 8.º | 9.º | 10.º |
| Puntos   | 15  | 12  | 10  | 8   | 6   | 5   | 4   | 3   | 2   | 1    |

### Carreras por año
(Carreras en negrita indica pole position; Carreras en cursiva indica vuelta rápida)
| Año  | Clase | Equipo    | 1       | 2     | 3     | 4       | 5     | 6     | 7       | 8     | 9       | 10    | 11    | 12      | 13    | Pts. | Pos. |
| ---- | ----- | --------- | ------- | ----- | ----- | ------- | ----- | ----- | ------- | ----- | ------- | ----- | ----- | ------- | ----- | ---- | ---- |
| 1967 | 250cc | Yamaha    | ESP -   | GER - | FRA - | IOM -   | NED - | BEL - | DDR -   | CZE - | FIN Ret | ULS - | NAT - | CAN 5   | JPN - | 3    | 14.º |
| 1967 | 500cc | Matchless |         | GER - | FRA - | IOM -   | NED - | BEL - | DDR -   | CZE - | FIN -   | ULS - | NAT - | CAN Ret |       | 0    | -    |
| 1974 | 500cc | Kawasaki  | FRA Ret | GER - | AUT - | NAT Ret | IOM - | NED - | BEL -   | SWE - | FIN -   | CZE - | YUG - | ESP -   |       | 0    | -    |
| 1975 | 250cc | Kawasaki  | FRA -   | ESP - |       | GER -   | NAT - | IOM - | NED 5   | BEL - | SWE -   | FIN - | CZE - | YUG -   |       | 6    | 24.º |
| 1975 | 500cc | Kawasaki  | FRA -   | ESP - | AUT - | GER -   | NAT - | IOM - | NED Ret | BEL - | SWE -   | FIN - | CZE - | YUG -   |       | 0    | -    |